# Shadows of the Dying Sun
Shadows of the Dying Sun – szósty studyjny album fińskiego zespołu melodic deathmetalowego Insomnium, wydany 29 kwietnia 2014 roku przez wytwórnię płytową Century Media Records.

## Lista utworów
Opracowano na podstawie materiału źródłowego.
| Shadows of the Dying Sun | Shadows of the Dying Sun   | Shadows of the Dying Sun |
| Nr                       | Tytuł utworu               | Długość                  |
| ------------------------ | -------------------------- | ------------------------ |
| 1.                       | „The Primeval Dark”        | 03:17                    |
| 2.                       | „While We Sleep”           | 06:20                    |
| 3.                       | „Revelation”               | 05:15                    |
| 4.                       | „Black Heart Rebellion”    | 07:03                    |
| 5.                       | „Lose to Night”            | 04:59                    |
| 6.                       | „Collapsing Words”         | 04:38                    |
| 7.                       | „The River”                | 07:57                    |
| 8.                       | „Ephemeral”                | 04:01                    |
| 9.                       | „The Promethean Song”      | 06:41                    |
| 10.                      | „Shadows of the Dying Sun” | 06:32                    |
|                          |                            | 56:43                    |

## Twórcy
Opracowano na podstawie materiału źródłowego.
Zespół Insomnium w składzie
- Markus Hirvonen – perkusja
- Ville Friman – gitara, wokal
- Niilo Sevänen – wokal, gitara basowa
- Markus Vanhala – gitara

oraz
- Teemu Aalto – wokal, gitara
- Aleksi Munter – instrumenty klawiszowe